# Epiblema absconditana
Epiblema absconditana är en fjärilsart som beskrevs av Jean Jacques Charles de Laharpe 1860. Epiblema absconditana ingår i släktet Epiblema och familjen vecklare. Inga underarter finns listade i Catalogue of Life.